# Église d'Hämeenkoski
L'église d'Hämeenkoski (en finnois : Hämeenkosken kirkko) (anciennement Kosken Hl kirkko) est une église évangélique-luthérienne située à Hämeenkoski en Finlande. 

## Description
L'église en briques conçue en 1849 par Jean Wik et Ernst Bernhard Lohrmann est historiquement la quatrième église de Hämeenkoski. Elle est inaugurée le 27 novembre 1870. Son clocher conçu par Carl Ludvig Engel en 1824 vient de l'ancienne église.
Le retable peint en 1891 par Alexandra Frosterus-Såltin représente ”Jésus reçoit les pécheurs”.